# Bystrické sedlo
Bystrické sedlo (pol. Przełęcz Bystrzycka, 1190 m n.p.m.) – płytka, mało wybitna przełęcz w głównym grzbiecie Gór Kremnickich w Centralnych Karpatach Zachodnich, na Słowacji.

## Położenie
Przełęcz leży w południowej części tzw. Grzbietu Flochowej (słow. Flochovský chrbát). Oddziela wzniesienie Skałki (słow. Skalka, 1232 m n.p.m.) na północy od wzniesienia Mytnego Wierchu (słow. Mýtny vrch, 1221 m n.p.m.) na południu. Grzbiet w tym miejscu nie stanowi już wododziału między dorzeczami Hronu i Turca, więc oba zbocza przełęczy należą do dorzecza Hronu. Dość strome zbocza wschodnie odwadniają cieki źródłowe Tajowskiego Potoku, który uchodzi do Hronu w Bańskiej Bystrzycy, natomiast łagodniejsze zbocza zachodnie – tok źródłowy potoku Bystrica, który przez Kremnický potok uchodzi do tej samej rzeki powyżej Żaru nad Hronem.

## Znaczenie komunikacyjne
Nazwa przełęczy pochodzi od miasta Bańska Bystrzyca, jednak przełęcz nigdy nie miała specjalnego znaczenia jako przejście przez grzbiet Gór Kremnickich z Bańskiej Bystrzycy do Kremnicy. Obecnie również nie ma ona żadnego znaczenia komunikacyjnego poza turystycznym.

## Turystyka
Przełęcz jest lokalnym węzłem znakowanych szlaków turystycznych. Grzbietem biegnie przez nią czerwono znakowany szlak ze Skałki na Złotą Studnię (słow. Zlatá studňa). Od strony wschodniej wyprowadza na przełęcz niebieski szlak z górnej części wsi Králiky. Grzbietem przez przełęcz biegnie zimą jedna z wielu w okolicy tras dla narciarzy biegowych.